# Clement Anselm Evans

Clement Anselm Evans

Clement Anselm Evans (* 25. Februar 1833 im Stewart County, Georgia; † 2. Juli 1911 in Atlanta, Georgia) war ein US-amerikanischer Jurist, Historiker, Autor und Brigadegeneral der Konföderierten im Sezessionskrieg.

## Leben
Evans wurde 1833 in Georgia geboren. Nach seiner normalen Schulausbildung studierte er Jura an der Augusta Law School in Augusta (Georgia). Bereits im Alter von 18 Jahren wurde er als Anwalt zugelassen und mit 21 war Evans Bezirksrichter. Da er sich auch erfolgreich in der Politik betätigte, wurde er mit 25 Jahren Staatssenator. Als 1860 Abraham Lincoln zum US-Präsidenten gewählt wurde und die Entscheidung über die Sezession anstand, organisierte Evans als Sezessionist und Befürworter der Sklaverei eine Kompanie der Miliz, bestehend aus Freiwilligen.

## Sezessionskrieg
Bei Ausbruch des Sezessionskrieges ging Evans mit den meisten Mitgliedern seiner Miliz-Kompanie zur Armee der Konföderierten und wurde am 19. November 1861 zum Major der 31. Georgia Infanterie und am 13. Mai 1862 zu deren Colonel (Oberst). Mit seiner Einheit nahm er am 25. Juni – 1. Juli 1862 an der Sieben-Tage-Schlacht, am 28. und 30. August 1862 an der Zweiten Schlacht am Bull Run und am 17. September 1862 an der Schlacht am  Antietam teil. Von September bis November 1862 kommandierte Evans in Vertretung für General Alexander Robert Lawton dessen Brigade. Anschließend kämpfte er vom 11. – 15. Dezember 1862 in der Schlacht von Fredericksburg.
1864 nahm Evans vom 5. – 6. Mai 1864 an der Schlacht in der Wilderness und vom 8. bis 21. Mai an der Schlacht bei Spotsylvania Court House (Virginia) teil. Anschließend wurde er zum Brigadegeneral befördert, um die Stelle von General James Byron Gordon einzunehmen, der zum Divisionskommandeur befördert worden war. Bei der anschließenden Schlacht von Monocacy am 9. Juli 1864 im Frederick County in Maryland wurde Evans verwundet und nahm mach seiner Genesung als Divisionskommandeur an der Belagerung von Petersburg in Virginia teil. Das Kommando über die Division behielt er bis zum Appomattox-Feldzug vom 29. März – 9. April 1865 an dessen Ende er sich bei Appomattox Court House ergab.
Nach Kriegsende wurde Evans Pastor der Evangelisch-methodistischen Kirche, betreute bis 1892 mehrere Kirchen im Umland von Atlanta und half mit beim Aufbau mehrerer Organisationen für Veteranen wie der Confederate Survivors Association in Augusta, deren erster Präsident er wurde, sowie der United Confederate Veterans in 1889, deren Leiter er für die nächsten zwölf Jahre war. Ab 1892 schrieb er seine Memoiren und betätigte sich als Autor mehrerer Bücher.
Das am 11. August 1914 gebildete Evans County in Georgia wurde nach ihm benannt.

## Werke (Auswahl)
- Intrepid Warrior: Clement Anselm Evans Confederate General from Georgia, ISBN 0890295409
- Dixie after the War ISBN 0766194205
- Confederate Military History, 12 Bände (als Co-Autor), ISBN 1410213765